# FDP-Bundesparteitag 2005
Koordinaten: 50° 56′ 37,8″ N, 6° 58′ 28,3″ O

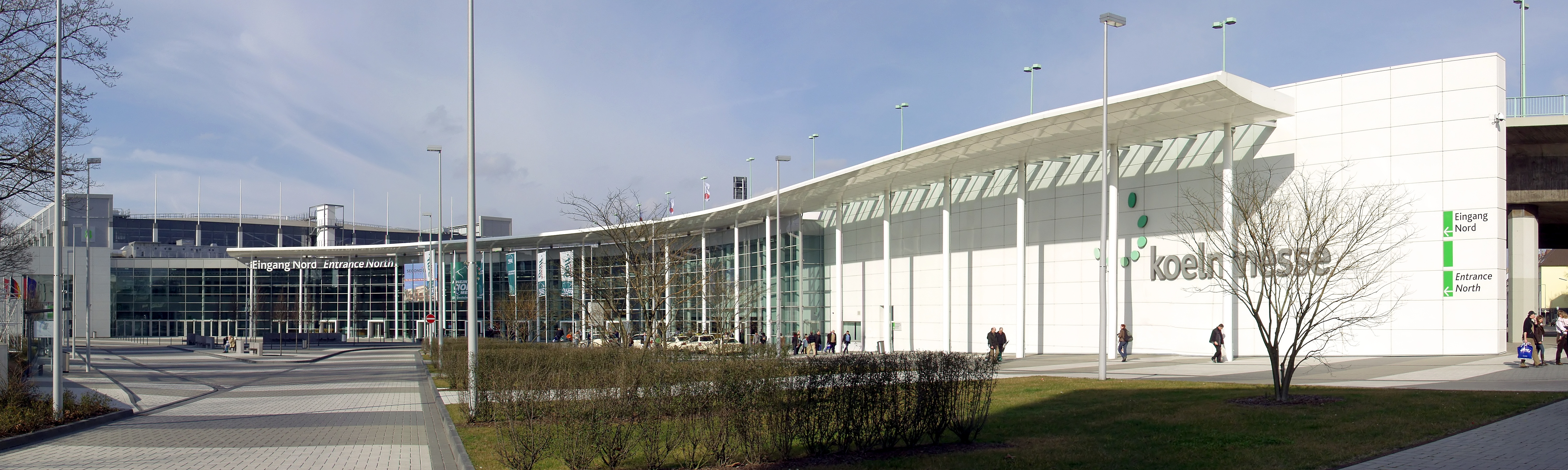
Koelnmesse Nordeingang

Den Bundesparteitag der FDP 2005 hielt die FDP vom 5. bis 7. Mai 2005 in Köln ab. Es handelte sich um den 56. ordentlichen Bundesparteitag der FDP in der Bundesrepublik Deutschland.

## Verlauf und Beschlüsse
Auf dem Parteitag wurde der Vorsitzende Guido Westerwelle mit 80,1 Prozent der Stimmen wiedergewählt. Neuer Generalsekretär wurde Dirk Niebel. Beschlossen wurde die Einführung eines Bürgergeldes sowie die Reform der Unternehmenssteuer.

## Bundesvorstand
Dem Bundesvorstand gehörten nach der Neuwahl 2005 an:
| Vorsitzender                 | Guido Westerwelle |
| Stellvertretende Vorsitzende | Rainer Brüderle, Cornelia Pieper, Andreas Pinkwart |
| Schatzmeister                | Hermann Otto Solms |
| Beisitzer im Präsidium       | Sabine Leutheusser-Schnarrenberger, Birgit Homburger, Philipp Rösler |
| Generalsekretär              | Dirk Niebel |
| Beisitzer im Bundesvorstand  | Alexander Alvaro, Daniel Bahr, Uwe Barth, Hans-Artur Bauckhage, Stefanie Bermanseder, Peter Bollhagen, Ernst Burgbacher, Jorgo Chatzimarkakis, Angela Freimuth, Paul Friedhoff, Horst Friedrich, Jörg-Uwe Hahn, Christoph Hartmann, Walter Hirche, Werner Hoyer, Gerry Kley, Veronika Kolb, Jürgen Koppelin, Hans Kreher, Wolfgang Kubicki, Heinz Lanfermann, Martin Lindner, Markus Löning, Hans-Joachim Otto, Karl-Heinz Paqué, Alexander Pokorny, Leif Schrader, Rainer Stinner, Michael Theurer, Carl-Ludwig Thiele, Dieter Thomae, Ruth Wagner, Ingo Wolf, Holger Zastrow |
| Ständige Teilnehmer          | Wolfgang Gerhardt (Fraktionsvorsitzender), Silvana Koch-Mehrin (Vorsitzende der FDP im Europaparlament), Jörg van Essen (Bundestagsfraktion), Hans-Jürgen Beerfeltz (Bundesgeschäftsführer) |
| Ehrenvorsitzende             | Hans-Dietrich Genscher, Otto Graf Lambsdorff, Walter Scheel |